# Ardrahan
Pour le fromage, voir Ardrahan (fromage).
Ardrahan est une localité irlandaise située dans le comté de Galway.